# Pierwotna nadczynność przytarczyc
Pierwotna nadczynność przytarczyc – stan wzmożonego wydzielania parathormonu (PTH) przebiegający z hiperkalcemią. Przyczyną jest pierwotny defekt komórek narządu, wyrażający się nadprodukcją PTH nieadekwatną do potrzeb organizmu i małą wrażliwością na supresyjne działanie zwiększonego stężenia wapnia w surowicy.

## Przyczyny
- pojedynczy gruczolak przytarczyc – 85%
- mnogie gruczolaki przytarczyc – 15%
- rak przytarczyc – 1%

Bardzo rzadko pierwotna nadczynność przytarczyc wchodzi w skład MEN1, MEN2, guza Wilmsa czy potworniaków.

## Obraz kliniczny

### Przebieg
Zwiększone wydzielanie PTH skutkuje:
- wzmożoną osteolizą i nadmierną resorpcją wapnia z kości
- nadmierną biosyntezą kalcytriolu co skutkuje zwiększeniem wchłaniania wapnia z przewodu pokarmowego
- zwiększeniem wydalania fosforanów z moczem

Choroba rozwija się przez wiele lat, co znacznie opóźnia możliwe rozpoznanie. U 80% pacjentów pierwotna nadczynność przytarczyć może przebiegać pod maską:
- nefrologiczną
  - kamica nerkowa
  - odmiedniczkowe zapalenie nerek
  - przewlekła niewydolność nerek
- reumatologiczną
  - bóle kostno-stawowe
- gastroenterologiczną
  - choroba wrzodowa
  - ostre zapalenie trzustki
  - przewlekłe zapalenie trzustki
- endokrynologiczną
  - cukrzyca po przebytym OZT
  - moczówka pochodzenia nerkowego
- kardiologiczną
  - nadciśnienie tętnicze
  - arytmia
- hematologiczną
  - niedokrwistość oporna na leczenie

U 50-60% pacjentów przebieg choroby jest jednoobjawowy (najczęściej izolowane zmiany w nerkach). U 20% z powodu znacznego nasilenia hiperkalcemii dochodzi do wystąpienia pełnego obrazu klinicznego. Powikłaniem może być również przełom hiperkalcemiczny poprzedzony męczącym pragnieniem, wymiotami i bólem brzucha.

### Objawy
Objawy podmiotowe są niecharakterystyczne. Może wystąpić ogólne osłabienie, gorączka, depresja oraz bóle kostno-stawowe. Pojawiają się również objawy związane z uszkodzeniem innych narządów. Dochodzi do ogniskowego ubytku masy kostnej co skutkuje ujawnieniem się cech osteopenii i osteoporozy. Rzadkim objawem charakterystycznym może być również nadziąślak.

## Rozpoznanie
Najczęściej obserwuje się następujące zmiany w badaniach laboratoryjnych:
- hiperkalcemia
- zwiększone stężenie PTH w surowicy
- hipofosfatemia
- zwiększone wydalanie fosforanów z moczem
- zwiększone wydalanie wapnia z moczem

W badaniach obrazowych można uwidocznić guz przytarczyc. Obserwuje się również uogólniony zanik kostny i zwapnienia w trzustce, nerkach, mięśniach lub innych narządach.

## Leczenie

### Leczenie operacyjne
Leczeniem z wyboru jest zabieg chirurgiczny. W zależności od etiologii polega on na usunięciu zmiany (gruczolaka lub raka) lub, w razie rozrostu narządu, usuwa się wszystkie przytarczyce. Wówczas niewielki fragment jednej z nich przeszczepia się pod skórę przedniej części przedramienia. Ma to na celu profilaktykę pooperacyjnej niedoczynności przytarczyc.

### Leczenie farmakologiczne
Leczenie farmakologiczne stosuje się w razie przeciwwskazań do zabiegu chirurgicznego. Lekiem z wyboru jest cinakalcet hamujący wydzialanie PTH. Należy również monitorować możliwość wystąpienia przełomu hiperkalcemicznego i w razie konieczności zastosować następujące postępowanie terapeutyczne:
- uzupełnianie fosforanów
- obfite nawadnianie
- kalcytonina
- glikokortykosteroidy
- bisfosfoniany
- mitramacyna lub azotan galu – w przebiegu długotrwałej hiperkalcemii
- hemodializa w ciężkich przypadkach